# Euchromia schoutedeni
Euchromia schoutedeni là một loài bướm đêm thuộc phân họ Arctiinae, họ Erebidae.